# Patricia Jabbeh Wesley

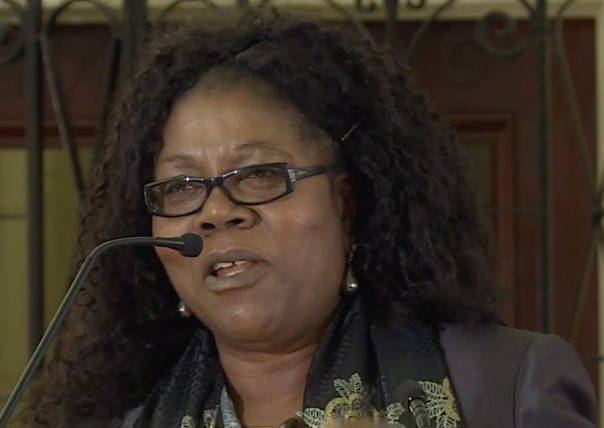
Patricia Jabbeh Wesley liest 2017 im Poetry and Literature Center der Library of Congress

Patricia Jabbeh Wesley (* 7. August 1955 in Tugbakeh, Maryland County) ist eine liberianische Dichterin und Professorin für Kreatives Schreiben und Afrikanische Literatur. Seit 1991 lebt sie in den Vereinigten Staaten. In ihren Gedichten greift sie häufig die Themen Frauen im Krieg und Leben im Exil auf, insbesondere in Bezug auf den Bürgerkrieg in Liberia und die Afrikanische Diaspora.

## Leben
Patricia Jabbeh Wesley lebte zunächst bei ihrer Mutter und zog mit 14 Jahren zu ihrem Vater und dessen Familie. Sie wuchs im Monrovia-Stadtviertel Capitol Hill auf. Ihre Kindheit beschreibt sie als nicht glücklich, da sie den Misshandlungen ihrer Stiefmutter ausgesetzt war. Sie studierte an der University of Liberia in Monrovia, wo sie 1980 graduierte. Ihren Master-Abschluss im Fach English Education erlangte sie, unterstützt von einem Weltbank-Stipendium, 1985 an der Indiana University Bloomington.
Bis zu Beginn des liberianischen Bürgerkriegs lehrte Wesley Englisch und Literatur an der University of Liberia. Sie heiratete Mlen-Too Wesley, der auch an der Universität unterrichtete. Nach sieben Jahren Ehe zog sie 1987 mit ihm und ihren damals zwei Kindern in ein Haus in Pagos Island, einer Wohngegend in Monrovias Stadtteil Congo Town, die teilweise umgeben ist vom Mesurado River. Sie bauten dort Feldfrüchte an und hielten Geflügel und Schweine zur Selbstversorgung. Nachdem der Bürgerkrieg im Juli 1990 in ihrer Gegend Einzug gehalten hatte, mussten sie in Flüchtlingsunterkünften leben, hatten kaum Nahrung und waren lebensgefährlichen Situationen ausgesetzt. Im März 1991 migrierten sie schließlich in die USA.
Die Familie Wesley, zu der nun vier Kinder gehören, ließ sich im Südwesten Michigans nieder. Patricia Jabbeh Wesley leitete Schreibkurse für Grundschüler. 1998 veröffentlichte sie ihren ersten Gedichtband Before the Palm Could Bloom: Poems of Africa, worin sie die Auswirkungen des Bürgerkriegs in Liberia beschreibt. Sie nahm ihre Studien wieder auf und promovierte 2002 in Kreativem Schreiben mit der Publikation Becoming ebony an der Western Michigan University (WMU). In dieser Gedichtsammlung verarbeitete sie persönliche Erfahrungen über den Bürgerkrieg, den Tod ihrer Mutter und das Leben in der Afrikanischen Diaspora. Für diese Arbeit gewann sie einen zweiten Preis bei den Crab Orchard Awards und einen Buchvertrag in der zugehörigen Poesie-Reihe der Southern Illinois University Press. An der WMU lehrte sie Afrikanische und Afrikanisch-amerikanische Literatur sowie Kreatives Schreiben.
Später zog Wesley nach Pennsylvania und lehrte ab 2005 als Associate Professor an der Penn State Altoona. Derzeit ist sie dort Professorin für Kreatives Schreiben und Afrikanische Literatur. Sie veröffentlichte zwei weitere Gedichtbände, The River is Rising (2007) und Where the Road Turns (2010) bei Autumn House Press und brachte ein Kinderbuch heraus, Monrovia, the River Visits the Sea (2013). Ihre fünfte Gedichtsammlung When the Wanderers Come Home kam 2016 heraus. Darin schildert Wesley ihre Eindrücke von einer Reise in das Nachkriegs-Liberia, die sie 2013 unternommen hatte. Für ihr schriftstellerisches Schaffen wurde Wesley unter anderem 2016 von der Organisation WISE Women of Blair County mit einem Award in der Kategorie Arts & Letters ausgezeichnet.

## Werke (Auswahl)
- Before the Palm Could Bloom: Poems of Africa, New Issues Press, Kalamazoo 1998
- Becoming Ebony, Southern Illinois University Press, Carbondale 2003
- The River is Rising, Autumn House Press, Pittsburgh 2007
- Where the Road Turns, Autumn House Press, Pittsburgh 2010
- Monrovia, the River Visits the Sea, One Moore Books, Brooklyn 2013
- When the Wanderers Come Home, University of Nebraska Press, Lincoln 2016